# Convolvulus caput-medusae
Convolvulus caput-medusae är en vindeväxtart som beskrevs av Richard Thomas. Lowe. Convolvulus caput-medusae ingår i släktet vindor, och familjen vindeväxter. Inga underarter finns listade i Catalogue of Life.